# Andrés Roa
Andrés Roa, né le 25 mai 1993 à Sabanalarga en Colombie, est un footballeur international colombien. Il évolue au poste de milieu offensif au CA Huracán.

## Biographie
Avec le club du Deportivo Cali, il participe à la Copa Libertadores.

## Carrière
- 2012-201. : Deportivo Cali ( Colombie)
  - 2013 : Universidad Autónoma ( Colombie)
  - 2014 : ADU Magdalena ( Colombie)

## Palmarès
- Vainqueur du Tournoi d'ouverture du championnat de Colombie en 2015 avec le Deportivo Cali